# Лермонтов, Сергей Александрович
Серге́й Алекса́ндрович Ле́рмонтов (1861, Российская империя — 26 декабря 1932, Кламар, Франция) — российский дипломат, посол Российской империи при Вюртембергском дворе (1912—1914), камергер, действительный статский советник.

## Биография
В 1885 году исполнял должность секретаря и драгомана в консульстве Российской империи в Сараево.
В 1887 году назначен секретарём генерального консульства России в Яссах.
С 1892 года был делопроизводителем отделения Ближнего Востока азиатского департамента МИДа Российской империи.
В 1895 году назначен 2-м секретарём Посольства Российской империи в Тегеране.
С 1898 года трудился секретарём Посольства России в Цетине.
В 1903 году назначен 1-м секретарём Посольства Российской империи в Бухаресте, а в 1908 году — посольства России в Мадриде.
С 1912 по 1914 год был Послом Российской империи при Вюртембергском дворе. В эмиграции жил во Франции.
Скончался 26 декабря 1932 года в Кламаре и похоронен на местном кладбище.

## Семья
- Отец — Александр Михайлович Лермонтов (1838—1906), генерал от кавалерии
- Мать — Александра (Эмилия) Фёдоровна фон Стюарт, баронесса
- Жена — Мария Фёдоровна (Адольфовна) Лермонтова (в девичестве Чинская (Tchinsky); 1866—1935), баронесса, фрейлина принцессы Милицы.

## Награды
- Орден Святого Станислава 2-й степени
- Орден Святой Анны 2-й степени
- Медаль «В память царствования императора Александра III»
- Медаль «В память 300-летия царствования дома Романовых»

иностранные
- Орден Спасителя, Командорский крест
- Орден Изабеллы Католической, офицерский крест
- Орден Льва и Солнца 4-й степени
- Орден Звезды Румынии командорский крест
- Орден Золотой Звезды 3-й степени
- Орден Князя Даниила I 4-й степени